# Река, выходящая из Эдема
Река, выходящая из Эдема (англ. River Out of Eden) — научно-популярная книга британского эволюционного биолога Ричарда Докинза.
«Река, выходящая из Эдема» состоит из пяти глав. В первой главе излагается структура, на которой построена остальная часть книги: жизнь подобна реке генов, текущих в геологическом времени, где организмы - всего лишь временные тела. Во второй главе показано, как человеческую эволюцию можно проследить по многим генным следам до самых древних общих предков, включая африканскую Еву. Третья глава описывает, как постепенное улучшение посредством естественного отбора является единственным механизмом, который может создать наблюдаемую сложность природы. В четвертой главе описывается безразличие генов к организмам, которые они создают и отбрасывают, поскольку они максимизируют свои собственные функции полезности. В последней главе суммируются основные этапы эволюции жизни на Земле и обсуждается, как аналогичные процессы могут работать в чужих планетных системах.

## Содержание

### Цифровая река
Докинз начинает книгу с утверждения, что все наши предки достигли совершеннолетия и родили хотя бы одного ребенка до своей смерти. В мире, где большинство организмов умирает прежде, чем они могут произвести потомство, потомки обычны, но предки редки. Но все мы можем претендовать на непрерывную цепочку успешных предков, начиная с первого одноклеточного организма.
Если успех организма измеряется его способностью выживать и воспроизводиться, то можно сказать, что все живые организмы унаследовали «хорошие гены» от успешных предков. Каждое поколение организмов ― это сито, на котором проверяются реплицированные и мутировавшие гены. Хорошие гены пропускаются через сито к следующему поколению, а плохие гены удаляются. Это объясняет, почему организмы становятся все лучше и лучше во всем, что требуется для достижения успеха, и резко контрастирует с ламаркизмом, который требует от успешных организмов совершенствовать свои гены в течение своей жизни.
Следуя этому геноцентричному взгляду на эволюцию, можно утверждать, что организм ― это не более чем временное тело, в котором набор сопутствующих генов (фактически аллелей) взаимодействует для достижения общей цели: вырастить организм до зрелого возраста, прежде чем в телах потомков организма они идут разными путями. Тела создаются и отбрасываются, но хорошие гены живут как копии самих себя, в результате процесса копирования с высокой точностью, типичного для цифрового кодирования.
Через мейоз (половое размножение) гены разделяют тела с разными генами-компаньонами в последовательных поколениях. Таким образом, можно сказать, что гены текут в реке в течение геологического времени. Несмотря на то, что гены эгоистичны, в долгосрочной перспективе каждый ген должен быть совместим со всеми другими генами в генофонде популяции организмов, чтобы производить успешные организмы.
Река генов может разветвляться, в основном из-за географического разделения двух популяций. Поскольку гены в двух ветвях никогда не имеют одного и того же тела, они могут дрейфовать, пока гены из двух ветвей не станут несовместимы. Организмы, созданные этими двумя ветвями, образуют отдельные, не скрещивающиеся виды, завершая процесс видообразования.

### Вся Африка и ее потомки
Прослеживая человеческое происхождение во времени, большинство людей смотрят на родителей, бабушек и дедушек, прадедушек и прадедушек и так далее. Такой же подход часто используется при отслеживании потомков через детей и внуков. Докинз показывает, что этот подход ошибочен, поскольку количество предков и потомков, кажется, растет экспоненциально по мере того, как поколения добавляются к дереву родословной. Всего за 80 поколений количество предков может превысить триллион триллионов.
Этот простой расчет не принимает во внимание тот факт, что каждый брак на самом деле является браком между дальними кузенами, включая троюродных братьев, четвертых кузенов, шестнадцатилетних кузенов и так далее. Дерево предков на самом деле не дерево, а граф.
Докинз предпочитает моделировать родословную в терминах генов, текущих через реку времени. Ген предка течет вниз по реке, либо как совершенные реплики самого себя или в виде слегка мутировавшие в потомках генов. В то время как у организмов есть графы предков и графы потомков через половое размножение, у гена есть единственная цепочка предков и дерево потомков.
Учитывая любой ген в организме организма, мы можем проследить единую цепочку организмов-предков в прошлом, следуя родословной этого единственного гена, как указано в теории слияния. Поскольку типичный организм состоит из десятков тысяч генов, существует множество способов проследить происхождение организмов с помощью этого механизма. Но все эти пути наследования имеют одну общую черту. Если мы начнем со всех людей, живших в 1995 году, и проследим их происхождение по одному конкретному гену (фактически локусу), мы обнаружим, что чем дальше мы движемся назад во времени, тем меньше становится количество предков. Пул предков продолжает сокращаться, пока мы не найдем последнего общего предка (MRCA) всех людей, живших в 1995 году через этот конкретный генный путь.
Теоретически можно также проследить происхождение человека по одной хромосоме, поскольку хромосома содержит набор генов и передается от родителей к детям через независимый набор только от одного из двух родителей. Но генетическая рекомбинация смешивает гены несестринских хроматид от обоих родителей во время мейоза, тем самым запутывая путь предков.
Однако митохондриальная ДНК (мтДНК) невосприимчива к половому смешению, в отличие от ядерной ДНК, чьи хромосомы перетасованы и рекомбинированы при менделевском наследовании. Таким образом, митохондриальная ДНК может быть использована для отслеживания матрилинейного наследования и для поиска митохондриальной Евы (также известной как Африканская Ева), самого древнего общего предка всех людей на Земле посредством пути митохондриальной ДНК.

### Твори добро незаметно
Основные темы третьей главы заимствованы из собственной книги Докинза «Слепой часовщик». В этой главе показано, как постепенное, непрерывное и кумулятивное улучшение организмов посредством естественного отбора является единственным механизмом, который может объяснить сложность, которую мы наблюдаем повсюду в природе. Докинз категорически опровергает аргумент креационистов «Я не могу поверить в то, что такое-то и такое-то могло развиться в результате естественного отбора», называя его аргументом личного неверия.
Креационисты часто утверждают, что некоторые особенности организмов слишком сложны (например, сходство Ophrys (орхидеи) с самкой осы) чтобы быть результатом эволюции. Некоторые говорят: «половина X вообще не работает». Другие говорят: «Чтобы X работал, он должен был быть идеальным с первого раза». Докинз заключает, что это не более чем смелые утверждения, основанные на незнании:

Вы что-нибудь знаете конкретно об орхидеях или осах, или о том, какими глазами осы-самцы смотрят на самок и орхидеи? Что воодушевляет вас утверждать, что ос настолько сложно обмануть, что сходство орхидеи должно быть идеальным во всех измерениях, чтобы работать?
Докинз, для доказательства своей точки зрения, приводит пример, как ученым удавалось обманывать больших и маленьких существ, используя, казалось бы, глупые триггеры. Например, колюшки воспринимают грушевидную форму как сексуальный объект (сверхъестественный стимул). Закрепленные инстинкты чаек заставляют их прикатывать обратно не только укатившиеся яйца, но также деревянные цилиндры и консервные банки с какао. Медоносные пчелы выталкивают своего живого протестующего товарища из улья, когда на него наносят каплю олеиновой кислоты. Более того, индейка убьет все, что движется в ее гнезде, если только она не плачет, как птенец индюка. Если индейка глухая, она безжалостно убьет собственных детенышей.
В рамках этого Докинз подчеркивает постепенный характер эволюции. Например, некоторые существа, такие как насекомые палочники, обладают удивительной степенью маскировки, но на самом деле любой вид маскировки лучше, чем никакой. Существует градиент от идеального камуфляжа до нулевого камуфляжа. 100-процентный камуфляж лучше 99-процентного. 50-процентный камуфляж лучше, чем 49-процентный. Однопроцентный камуфляж лучше, чем его отсутствие. Существо с маскировкой на 1% лучше, чем его сородичи, со временем оставит больше потомков (эволюционный успех), и его хорошие гены станут доминировать в генофонде.
Мы можем не только классифицировать степень маскировки насекомых с помощью градиента, мы также можем изучать все аспекты окружающей среды как градиенты. Например, однопроцентный камуфляж нельзя отличить от камуфляжа без камуфляжа при ярком дневном свете. Но когда свет тускнеет и наступает ночь, наступает критический момент, когда однопроцентный камуфляж помогает насекомому избежать обнаружения хищником, в то время как его компаньон без камуфляжа съедается. Тот же принцип можно применить к расстоянию между добычей и хищником, углу зрения, навыкам или возрасту существа и т. Д.
Помимо демонстрации того, как постепенные изменения могут приводить к появлению таких сложных функций, как человеческий глаз, Докинз утверждает, что компьютерное моделирование, проведенное шведскими учеными Дэном Нильссоном и Сюзанн Пелгер (хотя это не компьютерное моделирование, а простая математическая модель), показывает, что глаз может эволюционировать с нуля тысячу раз подряд в любой животной родословной. По словам Докинза, «время, необходимое для эволюции глаза... оказалось слишком коротким, чтобы геологи могли его измерить! Это геологическое мгновение». И «неудивительно, что глаз эволюционировал по крайней мере сорок раз независимо от всего животного мира».

### Функция полезности Бога
Эта глава ― взгляд Докинза на смысл жизни или цель жизни.
Докинз цитирует, как Чарльз Дарвин потерял веру в религию: «Я не могу убедить себя, что благодетельный и всемогущий Бог намеренно создал Ichneumonidae с явным намерением кормить их живыми телами гусениц». Мы спрашиваем, почему гусеница должна терпеть такое жестокое наказание. Мы спрашиваем, почему осы-землекопы не могли сначала убить гусениц, чтобы спасти их от длительных и мучительных пыток. Мы спрашиваем, почему ребенок должен умереть безвременной смертью. И мы спрашиваем, почему мы все должны стареть и умирать.
Докинз перефразирует слово «цель» в терминах того, что экономисты называют функцией полезности, что означает «то, что максимизируется». Инженеры часто исследуют предполагаемое назначение (или функцию полезности) части оборудования, используя обратный инжиниринг. Докинз использует эту технику, чтобы реконструировать цель в разуме Божественного инженера природы или функцию полезности Бога.
Согласно Докинзу, ошибочно полагать, что экосистема или вид в целом существует для определенной цели. На самом деле также неверно предполагать, что отдельные организмы ведут осмысленную жизнь. В природе только гены выполняют функцию полезности ― поддерживать свое собственное существование, не обращая внимания на огромные страдания, которым подвергаются организмы, которые они создают, эксплуатируют и выбрасывают. Как указывалось в первой главе, гены ― верховные владыки мира природы. Другими словами, единицей отбора является ген, а не индивидуум или любая другая группа более высокого порядка, как отстаивают сторонники группового отбора.
Пока организм выживает в детстве и умудряется размножаться, передавая свои гены следующему поколению, то, что происходит впоследствии с родительским организмом, на самом деле не беспокоит гены. Поскольку организм всегда находится под угрозой смерти в результате несчастных случаев (напрасная трата инвестиций), он платит за гены, чтобы построить организм, который объединяет почти все свои ресурсы для производства потомства как можно раньше. Таким образом, по мере старения мы накапливаем повреждения нашему телу и переносим болезни с поздним началом, такие как болезнь Гентингтона, которые имеют минимальное влияние на эволюционный успех наших генных повелителей.
Гены, утверждает Докинз, безразличны к тому, кто или что пострадает, если ДНК передается. Он заключает:

В ту минуту, когда я сочиняю это предложение, тысячи животных едят заживо; другие спасаются бегством, хныкая от страха; другие медленно пожираются изнутри грубыми паразитами; тысячи самых разных людей умирают от голода, жажды и болезней. Так и должно быть. Если когда-либо наступит время изобилия, сам этот факт автоматически приведет к увеличению населения до тех пор, пока не будет восстановлено естественное состояние голода и нищеты
.

### Репликационная бомба
В последней главе Докинз рассматривает, как может выглядеть дарвиновская эволюция за пределами планеты Земля. Кажется, что спусковым событием могло бы стать спонтанное возникновение самовоспроизводящихся сущностей или феномен наследственности. Как только этот процесс будет запущен, он запустит взрыв репликации сущностей, пока не будут использованы все доступные ресурсы и все вакантные ниши не будут заняты. Поэтому эта глава так и названа.
Докинз пытается выделить десять вех из истории единственной известной нам репликационной бомбы ― жизни на Земле. Он удаляет любые местные условия, характерные для Земли, из этих вех, которые он называет порогами, в надежде, что эти пороги будут применимы к инопланетной эволюции в чужой планетной системе.
С начальной точки порога репликатора мы можем в конечном итоге достичь более высоких порогов сознания, языка, технологий. Последний порог ― космическое путешествие.

## Издание в России
Книга была переведена на русский язык и вышла в свет в издательстве «АСТ» в 2020 году. ISBN 978-5-17-106348-1